# Celina Vargas
Celina Vargas do Amaral Peixoto (Rio de Janeiro, 24 de maio de 1944) – após o casamento, passando a chamar-se Celina Vargas do Amaral Peixoto Moreira Franco – é uma socióloga e bibliotecária brasileira.
Na vida acadêmica, graduou-se em Sociologia e Política pela Pontifícia Universidade Católica do Rio de Janeiro. Fez cursos de mestrado no Instituto Universitário de Pesquisa do Rio de Janeiro - IUPERJ e no “Centre Universitaire de Vincennes” - Universidade Paris; e de doutoramento na “no Cycle de l'Enseignement Supérieur des Lettres et Sciences Humaines, Sorbonne, Université René Descartes e Fondation Nationale des Sciences Politiques.
Foi professora de sociologia da Fundação Getúlio Vargas, da qual foi diretora entre 1990 e 1997.

## Biografia

### Família e primeiros anos
Celina é a filha única de Ernâni e Alzira Vargas do Amaral Peixoto. Nascida no Rio de Janeiro em 24 de maio de 1944, quando seu avô, Getúlio Vargas era presidente da república.
Mudou-se para os Estados Unidos com sua família ainda pequena, aos 12 anos de idade. À Cidade Maravilhosa retornaria aos 17 anos, estudando na PUC-RJ e no Instituto Universitário de Pesquisa do Rio de Janeiro. Tem três filhos – Bento, Alice e Pedro – de seu primeiro casamento, em 1969, com Moreira Franco, político influente no Rio de Janeiro.

### Na vida pública
Em 1980, passou a dirigir o Arquivo Nacional até 1990. Celina foi candidata a deputada federal pelo então Partido da Frente Liberal (PFL) em 1998, teve cerca de vinte e três mil votos e não se elegeu.  Em 1999, foi convidado pelo governador Anthony Garotinho para assessora do Sistema Firjan e diretora do Serviço Brasileiro de Apoio às Micro e Pequenas Empresas (Sebrae), onde permaneceu até 2006. 

### Como gestora de negócios
Celina esteve por três décadas à frente de instituições como a Fundação Getulio Vargas (FGV), onde, em 1973, criou o Centro de Pesquisa e Documentação de História Contemporânea do Brasil (CPDOC). Tornou-se diretora da Fundação Getúlio Vargas entre 1990 a 1997.
Como uma empreendedora, Celina hoje dedica-se a uma empresa própria de eventos no Rio de Janeiro bem como é a proprietária da Fazenda Cafundó – herdada por ela de Ernâni e Alzira, e diversas vezes visitada por Getúlio para descansar –, na zona rural da cidade de Petrópolis, Rio de Janeiro (distrito de Posse, setor denominado Brejal), onde cultiva cultiva produtos orgânicos para serem vendidos em supermercados da capital.